# Kalksburg
Kalksburg è un quartiere di Liesing, il 23° distretto di Vienna, in Austria.
È stato un comune autonomo fino al 1938, quando è diventato parte del distretto di Liesing, all'epoca 25º distretto e oggi 23º distretto di Vienna. Rimane un comune catastale.